# Chicco Testa
Enrico Testa, detto Chicco (Bergamo, 5 gennaio 1952) è un dirigente d'azienda ed ex politico italiano.

## Biografia
Laureato in Filosofia presso l'Università degli Studi di Milano.

### Attivista ecologista con Legambiente (1980-1987)
Dal 1980 al 1987 è stato Segretario nazionale, e successivamente presidente nazionale, di Legambiente, che ha contribuito a fondare.

### Deputato per PCI e PDS (1987-1994)
Eletto alla Camera dei deputati per due legislature, nelle liste del PCI nelle elezioni del 14-15 giugno 1987, poi riconfermato con il PDS fino al 1994.
Nell'XI Legislatura ha proposto disegni di legge per la prevenzione, il controllo e l'informazione in materia di ricerca, sperimentazione e produzione di nuove combinazioni di materiale genetico, la disciplina della valutazione d'impatto ambientale, l'individuazione del danno pubblico ambientale e il trasferimento del Corpo forestale dello Stato presso il Ministero dell'Ambiente.

### Attivismo nucleare e fondazione Forum Nucleare Italiano (2010-2014)
Nel 2008 ha scritto il libro Tornare al nucleare? L'Italia, l'energia, l'ambiente in cui ripercorre vent'anni di discussione pubblica italiana sulle politiche ambientali ed energetiche e non esclude l'uso del nucleare come fonte energetica.
Dal 27 luglio 2010 diventa uno dei promotori e presidente del Forum Nucleare Italiano, organizzazione non a scopo di lucro favorevole alla reintroduzione dell'energia nucleare a uso pacifico in Italia e volta a contribuire alla ripresa del dibattito pubblico sullo sviluppo della stessa. Soci fondatori dell'associazione sono Enel ed EDF. Ma aderiscono molti altri, principalmente aziende del settore industriale nucleare e aziende elettriche, ma anche Confindustria, FLAEI-CISL, Terna, UILCEM. Inoltre fanno parte dell'associazione come soci onorari le seguenti Università: Politecnico di Milano, Università degli Studi di Roma "La Sapienza", Università degli Studi di Genova, Università degli Studi di Palermo, Università di Pisa.

### Dirigente industriale
Dal 1994 al 1996 è stato presidente del consiglio di amministrazione di ACEA, Azienda Comunale Energia e Ambiente del comune di Roma. Nello stesso periodo è stato membro del CNEL (Consiglio Nazionale Economia e Lavoro) e presidente CISPEL (Confederazione Italiana dei Servizi Pubblici).
Dal 1996 al 2002 è stato presidente del consiglio di amministrazione di Enel e membro del consiglio di amministrazione di Wind. Durante la sua presidenza, Enel è stata parzialmente privatizzata con un IPO del valore di 15 miliardi di euro ed è stata fondata Wind, il terzo operatore mobile italiano. È stato inoltre membro dell'Expert Advisory Committee dello European Carbon Fund e presidente del comitato organizzativo del 20º Congresso Mondiale dell'Energia, promosso dal WEC-World Energy Council e che si è svolto a Roma dall'11 al 15 novembre 2007.
È stato membro del consiglio di amministrazione del gruppo Riello (sistemi di riscaldamento) dal 2002 al 2004. Dal 2002 al 2005 è stato membro dello European Advisory Board del Carlyle Group (Private Equity), presidente del consiglio di amministrazione di S.T.A. S.p.A. (Agenzia per la Mobilità del Comune di Roma) e presidente del Kyoto Club. È stato inoltre presidente, fino al 2008, della società Roma Metropolitane, appartenente al Comune di Roma, volta allo sviluppo della rete metropolitana.
Dal 2004 al 2012 è stato Managing Director di Rothschild Italia. Chicco Testa è Board Director di Telit Communications Plc; presidente di Sorgenia Spa; presidente di E.VA Energie Valsabbia; vice presidente di Idea Capital Funds SGR; presidente di Fise Assoambiente. Dal 5 luglio 2012 al 13 maggio 2016 è stato presidente di Assoelettrica.
Nel 2014 ha scritto con Patrizia Feletig il saggio Contro (la) natura. Perché la natura non è né buona, né giusta, né bella. Nel 2017 ha scritto con Sergio Staino il libro Troppo Facile dire di no. Prontuario contro l'oscurantismo di massa. Nel 2020 ha scritto il saggio Elogio della crescita felice. Contro l'integralismo ecologico (Marsilio Editori).

### Attività nel settore editoriale
Chicco Testa è giornalista pubblicista e interviene su numerose testate italiane, fra le quali: Corriere della Sera, Il Foglio, Il Sole 24 Ore e diverse testate nel settore dell'energia. È stato consulente di L'aria che tira - Noi e l'economia, programma televisivo in onda su LA7. Dal luglio 2015 collabora con l'Unità e dal 17 settembre 2016 ricopre l'incarico di Presidente del consiglio di amministrazione della società editrice del quotidiano.

### Vicende giudiziarie
Nel dicembre 2024 è stato completamento prosciolto in un processo presso la Corte dei Conti per una transazione avvenuta nel 2014 tra Roma Metropolitane, la società del Comune di Roma incaricata di realizzare la linea C della metropolitana, e il consorzio di imprese che aveva vinto la gara.

## Opere
- Tornare al nucleare? L'Italia, l'energia, l'ambiente, Einaudi (collana "Gli Struzzi"), 2008
- Contro (la) natura. (con Patrizia Feletig), Venezia, Marsilio (collana "I Grilli"), 2014
- Chi ha ucciso le rinnovabili, (con Patrizia Feletig e G. Bettanini), 2013
- Troppo facile dire di no, (con Sergio Staino), 2017
- Elogio della crescita felice. Contro l'integralismo ecologico, 2020